# 리얼리즘 여관
《리얼리즘 여관》(リアリズムの宿 리아리즈무노 야도[*])은 츠게 요시하루의 일본 만화이자 이를 원작으로 2003년에 제작된 야마시타 노부히로 감독의 일본 영화이다. 대한민국에는 《후나키를 기다리며》라는 제목으로 상영된 적도 있다.

## 출연

### 주연
- 나가츠카 케이시
- 야마모토 히로시

### 조연
- 오노 마치코
- 타카쿠라 마사아키
- 타케시 야마모토

## 기타
- 미술: 우야마 타카시